# Van der Waals (cràter)
Van der Waals és un cràter d'impacte situat a la cara oculta de la Lluna. Entre els cràters propers s'inclouen Clark al nord, Carver a l'est, i Pikel'ner al sud-est. A uns dos diàmetres cap a l'oest-sud-oest es troba Lebedev.

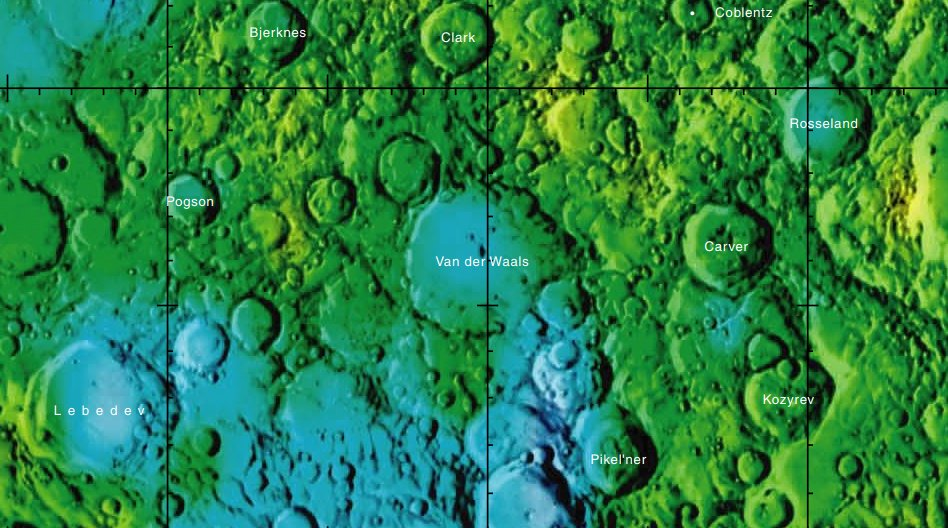
Localització de Van der Waals (centre de la imatge)
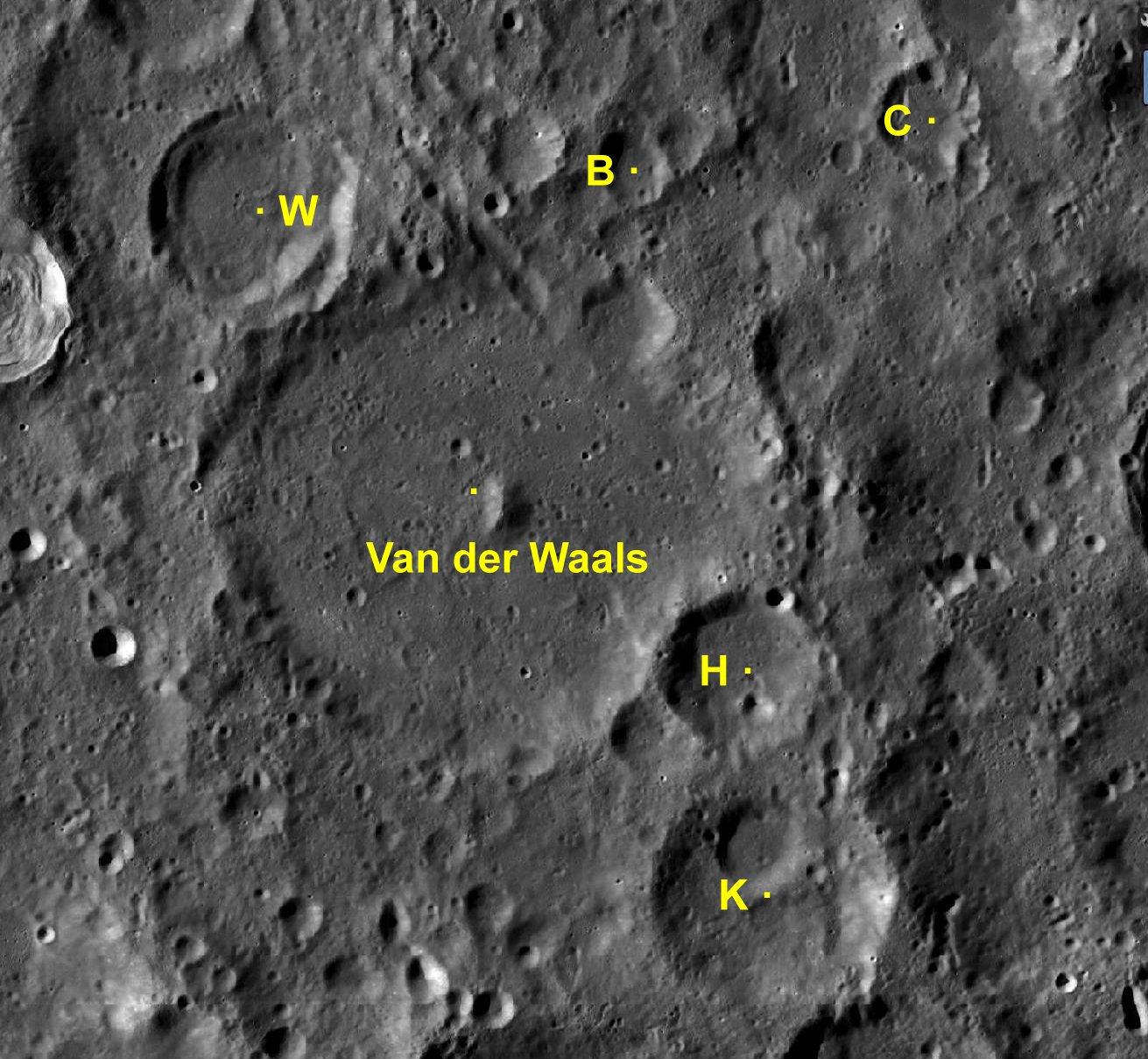
Cràters satèl·lit

És un element molt erosionat amb una vora exterior irregular, més baix en el costat meridional on és poc més que una cresta circular sobre el sòl. Està més desenvolupat en el costat nord, però allà la vora és entallada i escarpada. El cràter satèl·lit Van der Waals W està unit a l'exterior de la vora nord-est, i Van der Waals H envaeix la vora al sud.

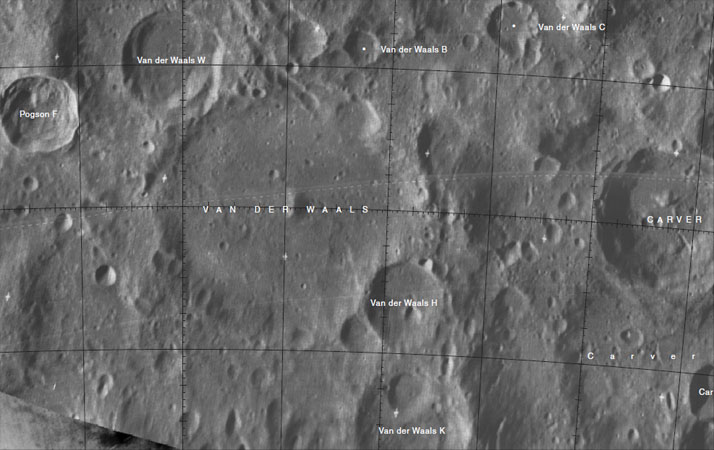
Rodalies de Van der Waals
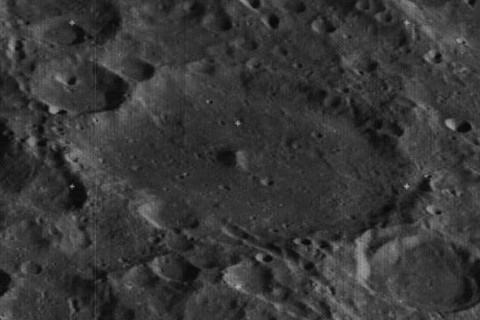
Vista obliqua des del Lunar Orbiter 3, mirant cap al sud

El sòl interior és relativament uniforme i no té altres impactes significatius, amb tan sols uns cràters petits que marquen la seva superfície.

## Cràters satèl·lit
Per convenció aquests elements són identificats en els mapes lunars posant la lletra en el costat del punt central del cràter que està més proper a Van der Waals.
| Van der Waals | Coordenades                            | Diàmetre |
| ------------- | -------------------------------------- | -------- |
| B             | 41° 00′ S, 121° 00′ E / 41.0°S,121.0°E | 17 km    |
| C             | 40° 30′ S, 123° 36′ E / 40.5°S,123.6°E | 24 km    |
| H             | 44° 18′ S, 121° 42′ E / 44.3°S,121.7°E | 31 km    |
| K             | 45° 48′ S, 122° 00′ E / 45.8°S,122.0°E | 55 km    |
| W             | 41° 18′ S, 117° 06′ E / 41.3°S,117.1°E | 46 km    |